# Taylor Fuchs
Taylor Brett Fuchs (* 17. Januar 1987 in White City (Saskatchewan)) ist ein kanadisches Model, das in New York lebt.

## Werdegang
Er wurde während eines Treffens mit Freunden in einer Bar in Calgary von einem Model-Scout angesprochen. Er lehnte ab und meldete sich erst sechs Monate später aus Langeweile.
Mit 20 unterschrieb er bei Mode Models, die ihn im April 2007 nach New York schickten, und modelte kurz darauf unter anderem für Burberry, Dolce & Gabbana und Yves Saint Laurent.
2008 war er laut dem Forbes Magazine das erfolgreichste männliche Model.
Im August 2008 wechselte er zu Wilhelmina Models.
Im Jahr 2009 listete ihn das Forbes Magazine nur noch auf Platz neun der zehn erfolgreichsten Männermodels.

## Privates
Taylor Fuchs ist der Sohn eines Deutschen, seine Mutter ist nach seinen Angaben halb Deutsche und halb Engländerin.
Er studierte Naturwissenschaft an der University of Calgary.